# Prieuré Saint-Jean de Catus
Le prieuré Saint-Jean de Catus est un prieuré catholique située à Catus dans le département du Lot, en France.

## Historique
L'ancienne salle capitulaire est classée au titre des monuments historiques le 4 mars 1891, l'église est classée le 10 juin 1908, façades et toitures des anciens bâtiments abbatiaux autour de la place de l'église inscrites le 20 novembre 1942, vestiges des bâtiments conventuels inscrits le 3 juillet 1995, modifié le 30 août 1995, bâtiments conventuels de l'aile est abritant la salle capitulaire et ceux de l'aile nord classés le 20 novembre 1998.

## Prieurs
En 1625, François de Clairmont de Touchebœuf est prieur, au même titre que du prieuré Sainte-Marie de Déganhazès, jusqu'à sa mort en 1653.